# Passiflora gibertii
Passiflora gibertii N.E. Br. – gatunek rośliny z rodziny męczennicowatych (Passifloraceae Juss. ex Kunth in Humb.). Występuje naturalnie w Boliwii, północnej Argentynie, Paragwaju oraz Brazylii (w stanach Mato Grosso do Sul i Mato Grosso). 

## Morfologia
PokrójZdrewniałe, trwałe, nagie liany.
Liście3- lub 5-klapowane, rozwarte lub ostrokątne u podstawy. Mają 5–9 cm długości oraz 5–12 cm szerokości. Całobrzegie, z tępym lub ostrym wierzchołkiem. Ogonek liściowy jest owłosiony i ma długość 10–50 mm. Przylistki są owalne, mają 2–5 mm długości.
KwiatyPojedyncze. Działki kielicha są podłużnie lancetowate, zielono-białawe, mają 2,5–4 cm długości. Płatki są podłużne, białe, mają 2–3 cm długości. Przykoronek ułożony jest w 5–6 rzędach, purpurowo-biały, ma 5–28 mm długości.
OwoceSą jajowatego kształtu. Mają 4–6 cm długości i 3–6 cm średnicy.